# Corquín
Corquín (uit het Nahuatl: "Tussen rivieren") is een gemeente (gemeentecode 0405) in het departement Copán in Honduras.
De eerste bewoners waren afstammelingen van de Nahua of de Tolteken. Zij vestigden zich aan de rivier Jopopo. Aan het eind van de 17e eeuw breidden ze zich uit naar de rivier Julalgua en de beek San Francisco.

## Bevolking
De bevolking is als volgt verdeeld:
| Vrouwen | 8897 | 50,7% |
| Mannen  | 8645 | 49,3% |

## Dorpen
De gemeente bestaat uit negen dorpen (aldea), waarvan de grootste qua inwoneraantal: Corquín (code 040501) en Potrerillos (040509).